# Nathaniel Chipman
Nathaniel Chipman, född 15 november 1752 i Salisbury, Connecticut, död 13 februari 1843 i Tinmouth, Vermont, var en amerikansk jurist och politiker (federalist). Han representerade delstaten Vermont i USA:s senat 1797–1803.
Chipman tjänstgjorde i kontinentala armén i amerikanska revolutionskriget och utexaminerades 1777 från Yale College. Han studerade sedan juridik och inledde 1779 sin karriär som advokat i Republiken Vermont. Han var chefsdomare i Republiken Vermonts högsta domstol 1790–1791. Vermont blev 1791 delstat i USA och Chipman tjänstgjorde sedan fram till 1794 som domare i en federal domstol. Chipman var chefsdomare i delstaten Vermonts högsta domstol 1796–1797 och 1813–1815.
Senator Isaac Tichenor avgick 1797 för att tillträda som guvernör i Vermont. Chipman tillträdde 17 oktober 1797 som ledamot av USA:s senat. Han efterträddes 1803 av Israel Smith.
Chipman avled 1843 och gravsattes på Tinmouth Cemetery i Tinmouth.